# Percy Sutton

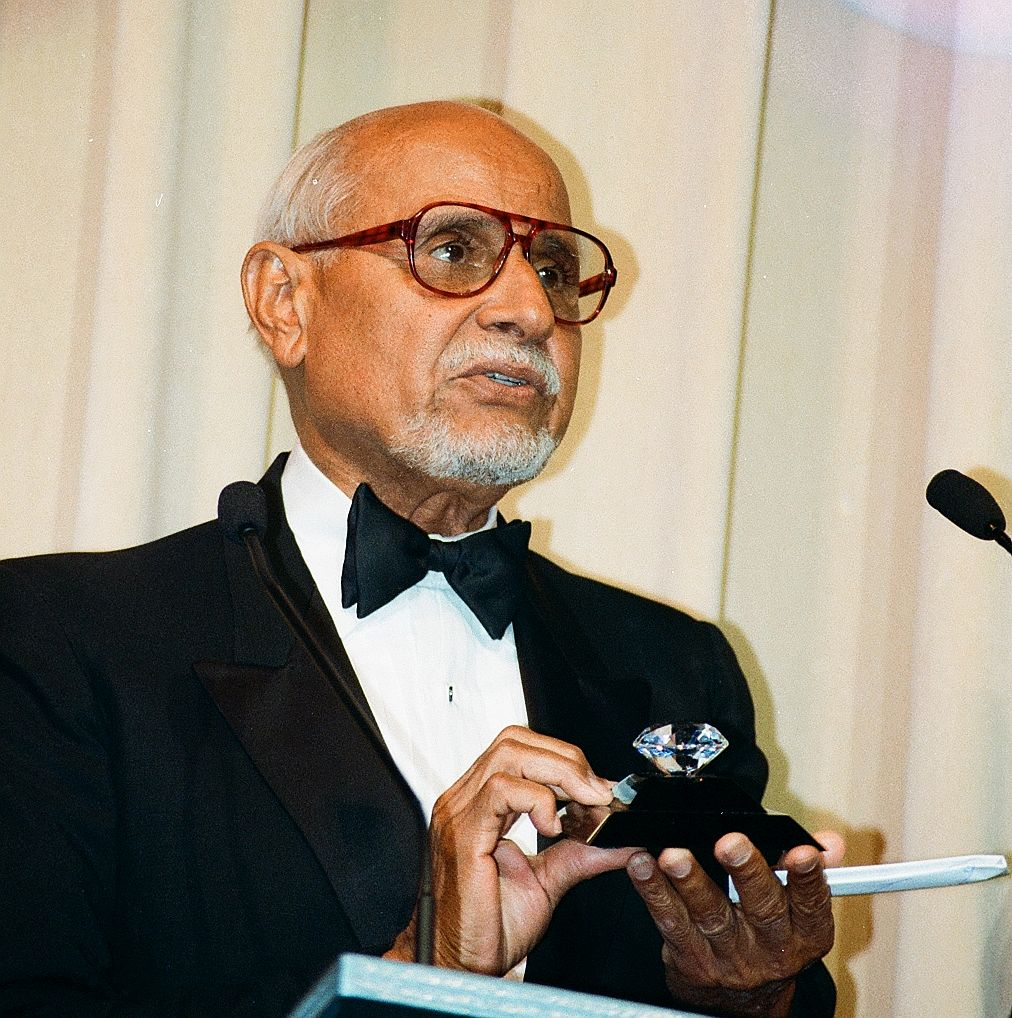
Percy Sutton in 1995

Percy Sutton (San Antonio, 24 november 1920 - 26 december 2009) was een Amerikaans mensenrechtenactivist en politicus, die vooral ten gunste van de rechten van de Amerikaanse zwarten werkte.
Sutton was advocaat. Hij was de verdediger van Malcolm X bij vele van diens processen, terwijl Sutton inmiddels een van de bekendste advocaten van de Verenigde Staten was geworden. Van 1966 tot 1977 was hij de 20e stadsdeelvoorzitter van Manhattan.
Sutton stond tevens aan de basis van de Inner City Broadcasting Corporation, die hij in 1971 oprichtte samen met 50 andere zwarte aandeelhouders, onder meer de vroegere burgemeester van New York, David Dinkins.